# ナイジェル・コーディントン
ナイジェル・コーディントン（Nigel Codrington、1979年7月5日 - ）は、ガイアナ・ジョージタウン出身の元サッカー選手。元ガイアナ代表である。現役時代のポジションはFW。

## 経歴

### クラブ
2004年、セミプロリーグのノートルダム・バルバドスで10得点した。2005年、トリニダード・トバゴのプロサッカークラブであるサン・フアン・ハブロテと契約した。2007年、カレドニアAIAからアメリカのクリーブランド・シティ・スターズにレンタル移籍した。

### 代表
1999年、シドニー五輪予選でスリナムやアンティル諸島と対戦した。2001年、カリビアンカップに出場し、グループリーグでキューバに次ぐ2位になった。2003年、CONCACAFゴールドカップ予選に出場した。2007年のカリビアンカップでは11得点で得点王に輝いた。MVPは惜しくも逃した。

## 所属クラブ
- 2005  サン・フアン・ハブロテ
- 2006-2009  カレドニアAIA

2007 → クリーブランド・シティ・スターズ(loan)
- 2009-2012  キャンプタウン・ジョージタウン